# Educación sobre el cambio climático

Diagrama de la UNESCO que visualiza un «enfoque escolar integral» para abordar el cambio climático

La educación sobre el cambio climático (ECC) es una disciplina educativa enfocada en desarrollar respuestas efectivas al cambio climático. Su objetivo es que los estudiantes comprendan las causas y consecuencias de este fenómeno, preparándolos para enfrentar sus impactos y capacitándolos para adoptar estilos de vida más sostenibles. Además de promover la alfabetización climática, la ECC impulsa un cambio de mentalidad hacia la mitigación del cambio climático.
El cambio climático y la educación sobre este tema son desafíos globales que pueden integrarse en los currículos escolares, ofreciendo un aprendizaje contextualizado que fomente una comprensión profunda de las diversas estrategias para abordar este fenómeno.
La ECC también es un recurso esencial para los responsables políticos, ayudándoles a comprender la urgencia de implementar medidas contra el cambio climático tanto a nivel nacional como global. Las comunidades, por su parte, se benefician de la ECC al aprender cómo el cambio climático puede afectarlas, qué acciones pueden tomar para protegerse y cómo reducir su huella de carbono. En particular, la ECC fortalece la resiliencia de las comunidades vulnerables, que son las más afectadas por los efectos adversos del cambio climático. Este enfoque educativo se basa en los principios de la educación para el desarrollo sostenible (EDS). 

## Programa de educación sobre el cambio climático para el desarrollo sostenible de la UNESCO
Establecido en 2010, el Programa de Educación sobre el Cambio Climático para el Desarrollo Sostenible (CCESD) de la UNESCO tiene como objetivo ayudar a las personas a comprender el cambio climático, ampliando las actividades de la ECC en la educación no formal. Esto incluye la difusión a través de medios de comunicación, la creación de redes y asociaciones. Gracias a la colaboración con organizaciones e individuos, la UNESCO pudo albergar la Conferencia mundial de educación superior en Barcelona en 2022. 
El programa se basa en el enfoque holístico de la EDS, integrando temas clave como el cambio climático, la reducción del riesgo de desastres, la sostenibilidad ambiental, la viabilidad económica y la justicia social. Promueve métodos de enseñanza y aprendizaje participativos que motivan y empoderan a los estudiantes para cambiar su comportamiento y tomar medidas en favor del desarrollo sostenible. 
El objetivo del programa es ayudar a las personas a comprender el impacto actual del calentamiento global y aumentar la alfabetización climática, especialmente entre los jóvenes. Asimismo, busca posicionar la educación como un elemento central en la respuesta global al cambio climático. Para lograrlo, la UNESCO colabora con los gobiernos nacionales para integrar la ECC en los currículos nacionales y desarrollar enfoques innovadores de enseñanza y aprendizaje.

## Perfiles de países seleccionados en materia de ECC y EDS

### América Latina y el Caribe

#### Argentina
En 2020, Argentina aprobó la ley Yolanda, que establece la obligatoriedad de 16 horas de educación ambiental para todos los miembros de los poderes ejecutivo, legislativo y judicial.  Esta formación incluye temas como el cambio climático, la protección de la biodiversidad y los ecosistemas, la eficiencia energética, las energías renovables, la economía circular y el desarrollo sostenible, así como la normativa ambiental vigente. Hasta septiembre de 2023, 50 mil funcionarios de los tres poderes del Estado han sido capacitados bajo esta ley. En marzo de 2021, se aprobó la Ley de Educación Ambiental Integral, que consagra el derecho a la educación ambiental integral como una política pública nacional.

#### República Dominicana
República Dominicana ha asumido un rol destacado en la promoción de la Educación para el desarrollo sostenible (EDS). Desde 1998, la educación ambiental es obligatoria en todas las escuelas del país, y con el tiempo ha evolucionado hacia un enfoque más amplio de EDS. En el año 2000, la Ley general de medio ambiente y recursos naturales transformó la educación ambiental, integrándola como un tema transversal e interdisciplinario en el currículo escolar. Además, la gestión de riesgos es un aspecto clave del Plan Estratégico del Ministerio de Educación (MINERD) y se ha incorporado como una asignatura transversal. En 2004, se adoptó la Estrategia de educación ambiental para el desarrollo sostenible, que impulsa la EDS tanto en la educación formal como en la no formal. Esta estrategia, basada en el constructivismo, emplea diversas técnicas pedagógicas que fomentan el aprendizaje participativo.
El Plan Decenal de Educación (PDE) 2008-2018 abordó la cuestión de la educación de calidad, integrando el desarrollo sostenible y la promoción de una cultura de paz, e introdujo un proceso de revisión periódica del currículo, en el cual también se ha incorporado el cambio climático. El Instituto Nacional de Formación Docente (INAFOCAM) y el Instituto Superior de Formación Docente Salomé Ureña (ISFODOSU) apoyan la educación ambiental mediante la formación docente y el desarrollo curricular. Asimismo, el Plan Decenal de Educación Superior 2008-2018 (PDES) incluyó temas ambientales en los planes de estudio y estableció un programa de investigación para fomentar el desarrollo sostenible. 
República Dominicana ha participado en diversas iniciativas de EDS y educación sobre el cambio climático (CCE) que han contribuido a fortalecer la capacidad local. Entre estas iniciativas se incluyen:
- Proyectos de EDS, tanto formales como no formales e informales, liderados por organismos gubernamentales, organizaciones de la sociedad civil, jóvenes líderes y comunidades locales.
- El Proyecto CC Learn de Naciones Unidas, que apoya el diseño e implementación de un aprendizaje sostenible orientado a resultados para abordar el cambio climático.
- La Estrategia Nacional para Fortalecer los Recursos Humanos y las Habilidades para Avanzar en un Desarrollo Verde, de Bajas Emisiones y Resiliente al Clima (ENDVBERC).
- Programas de formación docente apoyados por la ONU, como CC Learn-UNITAR y el programa piloto UNESCO-CCESD.

### América del Norte

#### Estados Unidos
Desde 2013, más de 20 estados y el Distrito de Columbia han adoptado los estándares científicos de próxima generación, los cuales promueven la «alfabetización climática» con el objetivo de educar a los estudiantes sobre la crisis climática actual, utilizando información científica actualizada sobre el cambio climático. Según el Programa de Yale sobre comunicación del cambio climático, los estadounidenses en los 50 estados apoyan la inclusión de la educación sobre el cambio climático en el currículo escolar.
En 2020, la Junta Estatal de Educación de Nueva Jersey adoptó nuevos estándares de aprendizaje que integran el cambio climático en todas las áreas de contenido. Estos estándares entraron en vigor en el año escolar 2022-23, convirtiendo a Nueva Jersey en el primer estado en implementar esta medida.

### Europa

#### Dinamarca
Dinamarca, junto con sus países vecinos, comenzó a trabajar en la formulación de una política de educación para el desarrollo sostenible (EDS) en la década de 1990. Aunque Dinamarca firmó la declaración de la Comisión Económica de las Naciones Unidas para Europa (CEPE) sobre la EDS en 2005, no adoptó una estrategia nacional hasta 2009, coincidiendo con la mitad del decenio de la educación para el desarrollo sostenible (DEDS). El Ministerio de Educación, responsable de la implementación del DEDS, llevó a cabo un proceso de consulta para promover la EDS antes de formalizar su estrategia en 2009.
La Cumbre sobre el Clima de las Naciones Unidas (COP15), celebrada en Dinamarca en diciembre de 2009, impulsó el desarrollo de varias iniciativas nacionales en el ámbito de la EDS. Como resultado, se elaboró una estrategia nacional que incluía un componente significativo sobre el cambio climático. El objetivo de esta estrategia es fomentar la responsabilidad ciudadana mediante la mejora del conocimiento científico. Aunque la estrategia subraya que el cambio climático no debe ser el único foco de la EDS, muchas de las iniciativas concretas de la estrategia están orientadas hacia la Educación sobre el Cambio Climático (CCE), desarrolladas en el contexto de los preparativos para la COP15. 
En 2009, se adoptó un nuevo currículo escolar nacional que incorporó elementos tanto de la EDS como de la CCE. El concepto de sostenibilidad se integró en los objetivos curriculares, destacando las interrelaciones entre la naturaleza y la sociedad. La CCE se aborda principalmente a través de la enseñanza de la ciencia del clima, pero también se incluye en materias como geografía y estudios sociales, donde se analizan las interrelaciones entre el comportamiento humano, el consumo y el clima. 
En el sector de la Educación y Formación Técnico-Profesional (EFTP), no se han implementado cambios explícitos en las políticas para mejorar las competencias necesarias para responder al cambio climático y a los desafíos ambientales. Sin embargo, el sector de la EFTP en Dinamarca ya incorporaba habilidades relacionadas con la modernización ecológica en áreas como la generación de energía, la gestión de residuos y la agricultura. A pesar de que el nuevo gobierno identificó las crisis económicas y ambientales vinculadas al cambio climático como temas importantes, la educación solo se mencionó en relación con la crisis económica, sin referencias específicas al cambio climático o la sostenibilidad en el ámbito educativo. Además, la documentación gubernamental sobre la «transición verde» no incluye menciones a la educación.
En general, no se ha establecido una estrategia política específica para promover la EDS, la CCE o la «ecologización» de la EFTP dentro de las políticas gubernamentales de desarrollo sostenible y cambio climático. Las iniciativas gubernamentales han apoyado proyectos liderados por ONG para aumentar la conciencia comunitaria sobre el cambio climático, y se creó una red nacional sobre EDS que recibió financiación hasta 2013.

#### Reino Unido
En Reino Unido, la campaña Teach the Future busca reorientar el sistema educativo en torno a la emergencia climática y la crisis ecológica. Esta iniciativa es copatrocinada por la UK Student Climate Network y SOS-UK, y actualmente está en proceso de expandir su campaña a Escocia e Irlanda del Norte desde su origen en Inglaterra.
La campaña tiene tres peticiones principales al gobierno: 
1. Una revisión gubernamental sobre cómo el sistema educativo formal en Inglaterra está preparando a los estudiantes para enfrentar la emergencia climática y la crisis ecológica.
2. La inclusión de la emergencia climática y la crisis ecológica en los estándares de enseñanza y en la formación docente en Inglaterra.
3. La promulgación de la Ley de Educación sobre Emergencia Climática en Inglaterra, el primer proyecto de ley redactado por estudiantes en la historia del país.

##### Inglaterra
En Inglaterra, la educación ambiental y para el desarrollo ha sido promovida desde la década de 1970, principalmente por organizaciones de la sociedad civil. A partir de finales de la década de 1990, el gobierno del Reino Unido comenzó a fomentar el desarrollo sostenible y la Educación para el Desarrollo Sostenible (EDS) a nivel local, regional y nacional. Sin embargo, desde 2010, la política gubernamental ha reducido su enfoque en la EDS, a pesar de que varios informes estratégicos gubernamentales han abordado la Educación sobre el Cambio Climático (CCE).
El informe de 2008, titulado «Futuros más brillantes – Vidas más verdes: Plan de Acción para el Desarrollo Sostenible 2008-2010», delineó una serie de iniciativas específicas relacionadas con la educación sobre el cambio climático, adoptando un enfoque de EDS. Entre estas iniciativas, se incluyó el empoderamiento de los jóvenes con las habilidades, conocimientos y libertad necesarios para expresar sus opiniones y contribuir activamente al cambio. Ese mismo año, la CCE fue incorporada al currículo de geografía en la Etapa Clave 3 (11 a 14 años).
El informe «Educación para el desarrollo sostenible en el Reino Unido 2010» destacó un progreso sustancial en la integración de políticas relacionadas con la EDS y en el desarrollo de prácticas sostenibles en diversos sectores durante 2008 y 2009. Un ejemplo notable de estos avances es el proyecto «Escuelas sostenibles», iniciado en 2009, que tiene como objetivo empoderar a los jóvenes para enfrentar los desafíos ambientales del futuro, con la meta de que todas las escuelas se conviertan en «Escuelas sostenibles» para el año 2020.

### Asia

#### China
La educación ambiental en China comenzó a finales de la década de 1970, en respuesta a la creciente atención hacia el desarrollo sostenible y la protección del medio ambiente. Después de la Conferencia de las Naciones Unidas sobre el Medio Ambiente y el Desarrollo en 1992, la educación ambiental amplió su enfoque para incluir temas de medio ambiente, población y desarrollo, evolucionando hacia la educación para el desarrollo sostenible (EDS). El gobierno chino ha elaborado una serie de documentos de políticas que identifican la educación ambiental y la EDS como componentes clave para una educación de calidad.
En 2003, el Ministerio de Educación emitió las primeras directrices sobre educación ambiental para escuelas primarias y secundarias, y en 2010, la EDS se incorporó formalmente a la política educativa nacional dentro del Esquema Nacional de Educación 2010-2020. Aunque las políticas y planes nacionales sobre cambio climático en China hacen referencia a la educación, no abordan específicamente la ECC. Esto ha dado lugar a un apoyo institucional limitado hasta la fecha. No existe un plan de acción nacional de EDS o ECC ni una política oficial que sirva de base para su implementación. Aunque la educación sobre el cambio climático (ECC) es limitada en las políticas educativas nacionales, se ha integrado en algunas políticas locales como un componente de la EDS. La ECC en China se implementa principalmente como parte de la EDS, y aunque está presente en la educación obligatoria, tiene menos presencia en la educación superior, la formación profesional y la educación de adultos.

#### República de Corea
La República de Corea ha implementado diversas políticas e iniciativas para apoyar la educación ambiental. En 2008, se promulgó la Ley de Promoción de la Educación Ambiental, con el objetivo de aumentar la conciencia ambiental a nivel nacional, fomentar el desarrollo de habilidades de investigación y aplicación práctica del conocimiento adquirido.
En el Plan Maestro de Educación Ambiental 2011-2015, el Ministerio de Medio Ambiente estableció una agenda de políticas para la educación ambiental, que se implementó a través de enfoques de educación formal, educación ambiental social e infraestructura educativa. Los enfoques en el ámbito de la educación formal incluyen:
- La inclusión de la materia optativa 'Medio ambiente y crecimiento verde' en los programas de estudios de secundaria y preparatoria, así como la integración de la educación ambiental en clases de primaria.
- La creación del Instituto de Estudios Ambientales Naturales, que ofrece programas interactivos de estudios ambientales para jóvenes.
- El establecimiento de Escuelas Modelo Ambientales, destinadas a demostrar las mejores prácticas en educación ambiental.
- La participación de diez universidades en el proyecto 'Desafío Bajo en Carbono'.
- La formación en servicio para docentes, con el fin de mejorar sus competencias en educación ambiental.

#### Vietnam
El desarrollo de la Educación para el Desarrollo Sostenible (EDS) en Vietnam ha avanzado en las últimas décadas. En 2006, se formó el Consejo Nacional de Desarrollo Sostenible en reconocimiento del Decenio de las Naciones Unidas de la Educación para el Desarrollo Sostenible (DESD). Un comité compuesto por líderes gubernamentales y ministros fue designado para desarrollar directrices en educación para la sostenibilidad.
El Ministerio de Educación y Formación (MOET) desempeñó un papel clave en la promoción de los objetivos de la EDS y la Educación sobre el Cambio Climático (CCE). El MOET reconoció los impactos del cambio climático en Vietnam, como el aumento de la temperatura media y el nivel del mar, lo que ha afectado los logros socioeconómicos del país. Entre 1951 y 2000, la temperatura media en Vietnam aumentó entre 0.5 y 0.7 grados Celsius, y el nivel del mar subió alrededor de 20 cm. Ante estos desafíos, el MOET implementó medidas educativas para mitigar el cambio climático en el futuro.
Los primeros pasos clave promovidos por el MOET hacia la EDS y la CCE fueron:
- El Plan de Acción Nacional de Educación para el Desarrollo Sostenible de Vietnam en 2010.
- El Plan de Acción para la Respuesta al Cambio Climático del Sector Educativo para el período 2011-2015.

En 2016, Vietnam, junto con Costa Rica y Kenia, inició una asociación con la UNESCO para establecer políticas de EDS de alto nivel tanto a nivel regional como global. A través de esta colaboración con la UNESCO, se desarrollaron cuatro proyectos principales en los que los países podían participar en diferentes niveles socioeconómicos:
- Promoción del desarrollo de políticas de EDS.
- Implementación de un enfoque de toda la institución para el cambio climático a través de la Red de Escuelas Asociadas de la UNESCO (ASPnet).
- La sostenibilidad comienza con los maestros.
- Empoderamiento de jóvenes líderes en EDS como agentes de cambio y Comunidad para la EDS.

En 2009, el MOET desarrolló e implementó la educación ambiental (EE) y la CCE en el currículo de educación formal, lo cual fue aprobado desde la perspectiva de la EDS. Sin embargo, se consideró que aún no abarcaba todos los enfoques necesarios para la EDS. Además, uno de los principales desafíos enfrentados por el MOET durante este periodo fue la sobrecarga de conocimiento para los estudiantes debido a la inclusión de materiales adicionales al currículo regular.

### Oceanía

#### Australia
Australia ha sido pionera en la educación para la sostenibilidad, adoptando en el año 2000 un plan nacional titulado Educación Ambiental para un Futuro Sostenible. A través de diversas iniciativas y organismos, como la Iniciativa Australiana de Escuelas Sostenibles y el Instituto Australiano de Investigación sobre Medio Ambiente y Sostenibilidad, se sentaron las bases para la estrategia lanzada en 2006 en respuesta al Decenio de la Educación para el Desarrollo Sostenible (DEDS) de las Naciones Unidas. Esta estrategia tenía como objetivo integrar la sostenibilidad de manera holística, incluyendo a la comunidad a través de la educación y el aprendizaje permanente. En 2009, un nuevo plan titulado Vivir de Manera Sustentable: el Plan de Acción Nacional del Gobierno de Australia para la Educación para la Sustentabilidad puso mayor énfasis en el cambio climático, integrándolo dentro del marco de la educación para la sostenibilidad. En 2014, se introdujo un plan de estudios nacional que incluyó la sostenibilidad como una materia transversal. Desde 2009, la educación sobre el cambio climático ha sido más prominente en el sector de la Educación y Formación Profesional (EFP), con iniciativas como el Acuerdo sobre Competencias Verdes y la Política y Plan de Acción Nacional para la Sostenibilidad del Sector de EFP (2009-2012).

### África

#### Ghana
En respuesta a la demanda global de una mayor acción gubernamental para abordar los efectos adversos del cambio climático y avanzar en la ciencia climática tanto a nivel internacional como local, el Gobierno de Ghana (GoG) ha adoptado diversas medidas para integrar el cambio climático en los planes de desarrollo del país. Como participante en la CMNUCC, Ghana asiste a las reuniones anuales de la Conferencia de las Partes (COP).
En 2014, el gobierno lanzó la Política Nacional de Cambio Climático (NCCP) para enfrentar los desafíos climáticos y promover una economía verde. Esta política tiene como objetivos desarrollar una economía resiliente y compatible con el clima, fomentar el desarrollo sostenible y promover el crecimiento económico con bajas emisiones de carbono.
La Política Ambiental Nacional (NEP) también enfatiza el desarrollo de capacidades y la educación de las partes interesadas en prácticas ambientales sostenibles. Entre otras políticas nacionales clave se encuentran la Política Nacional para la Juventud, la Política Educativa de Ghana y la Estrategia de Desarrollo con Bajas Emisiones de Carbono. Las aspiraciones de desarrollo de Ghana se reflejan en la GSGDA I y II, las cuales subrayan la importancia de la resiliencia climática.

## Efectos del cambio climático en la educación
El cambio climático está afectando cada vez más la educación a nivel global, con impactos directos e indirectos que se manifiestan de distintas maneras, desde la suspensión de clases debido a eventos meteorológicos extremos hasta la disminución del rendimiento académico en contextos de calor extremo o desastres naturales.
En algunas regiones, como en España, las altas temperaturas han forzado la suspensión de clases en edificios escolares no preparados para soportar el calor. También se han reportado interrupciones por lluvias torrenciales, nevadas intensas e inundaciones, que han dificultado el acceso a las escuelas. Estos eventos climáticos extremos no solo afectan la continuidad de las clases, sino que también impactan el rendimiento académico. Estudios han demostrado que los días de calor extremo están asociados a una disminución significativa en las puntuaciones de exámenes, afectando el aprendizaje a corto y largo plazo.
En América Central y el Caribe, los desplazamientos causados por fenómenos relacionados con el clima, como sequías y huracanes, han exacerbado las desigualdades educativas, especialmente para las poblaciones más vulnerables, como las comunidades rurales, indígenas y los migrantes irregulares. Las familias desplazadas suelen priorizar la seguridad económica sobre la educación, lo que limita el acceso escolar y perpetúa las desigualdades ya existentes. Además, los obstáculos administrativos, como la falta de documentación, y las barreras lingüísticas dificultan aún más el acceso de los desplazados climáticos a una educación de calidad.
En los países en desarrollo, el cambio climático ha provocado que muchos niños abandonen la escuela para trabajar y ayudar a sus familias tras desastres naturales, exacerbando las disparidades educativas. A nivel mundial, los efectos del cambio climático se intensifican en las zonas más vulnerables, donde los niños ya reciben menos años de escolaridad en comparación con los países más desarrollados.
Ante estos desafíos, es fundamental adoptar medidas para mitigar los efectos del cambio climático en la educación. Algunas propuestas incluyen la implementación de tecnologías de refrigeración en escuelas, la planificación eficaz de respuesta a desastres y la construcción de infraestructuras escolares resilientes. Además, garantizar una educación de calidad es clave no solo para combatir el cambio climático, sino también para empoderar a las generaciones futuras, promoviendo una mayor conciencia y resiliencia ante los efectos climáticos.

## Desafíos del cambio climático para la educación
El cambio climático plantea varios desafíos significativos para la educación en América Latina y el Caribe, según el informe del Banco Interamericano de Desarrollo (BID). Estos desafíos afectan tanto a la calidad educativa como a la preparación de los estudiantes para enfrentar la crisis climática.

### Desafío 1: Conocimientos y capacidades insuficientes
La evidencia disponible sugiere que los niños y jóvenes de la región no poseen los conocimientos, valores y capacidades necesarios para abordar el cambio climático de manera efectiva. Aunque los jóvenes reportan estar familiarizados con el cambio climático y reconocen su importancia para el futuro del planeta, su desempeño en ciencias es bajo, lo que podría indicar un conocimiento limitado sobre temas medioambientales, biodiversidad y cambio climático. Además, aunque son activos y expresan sus preocupaciones sobre el cambio climático, muchos jóvenes sienten que tienen poca capacidad para influir en las políticas públicas relacionadas. Asimismo, existe una brecha significativa entre las habilidades técnicas actuales y las que serán necesarias para la transición hacia una economía verde. Las políticas educativas y los planes de estudio en la educación primaria, secundaria, técnico-profesional y universitaria no integran suficientemente los temas de medioambiente, cambio climático y biodiversidad. La formación docente también es deficiente en este aspecto, y los métodos pedagógicos utilizados suelen ser obsoletos, lo que impide el desarrollo de conocimientos y capacidades adecuadas para la acción climática.

### Desafío 2: Baja resiliencia del servicio educativo
La infraestructura educativa en América Latina y el Caribe es vulnerable a los impactos del cambio climático, lo que afecta la continuidad del servicio educativo, especialmente en situaciones de emergencia. Además, el aumento de las temperaturas empeora las condiciones en las aulas, afectando negativamente la capacidad de los estudiantes para aprender. Los fenómenos meteorológicos y climáticos extremos también contribuyen a un deterioro en la salud mental y el bienestar emocional de los niños y jóvenes, agravando los problemas educativos en la región.

### Desafío 3: Falta de estrategias verdes en la educación
Los sistemas educativos en la región no han incorporado de manera sistemática estrategias sostenibles para la descarbonización de las economías. En muchos casos, las prácticas educativas no sostenibles generan emisiones de gases de efecto invernadero (GEI), lo que contradice los esfuerzos de descarbonización a nivel nacional e internacional.

### Desafío transversal: Educación y estrategias climáticas
Un desafío transversal identificado por el BID es la falta de inclusión adecuada de la educación en las metas y estrategias climáticas de los países. Esto limita el potencial de la educación como herramienta clave para enfrentar el cambio climático y avanzar en la sostenibilidad.

### Resiliencia del sistema educativo frente al cambio climático
El Acuerdo de París de 2015 estableció compromisos globales para limitar el aumento de la temperatura mundial y reducir las emisiones de gases de efecto invernadero (GEI). En el contexto educativo, estos compromisos implican la necesidad de aumentar la resiliencia de los sistemas educativos para enfrentar los impactos del cambio climático, lo que incluye asegurar la continuidad del servicio educativo durante emergencias climáticas y reducir la vulnerabilidad de la infraestructura escolar.
Las crisis globales, como los desastres naturales, los conflictos, el cambio climático y las epidemias, tienen efectos devastadores en el sector educativo. Estos eventos pueden poner en riesgo la vida de estudiantes y docentes, dañar la infraestructura escolar y generar interrupciones en el proceso de aprendizaje. Ante estos desafíos, es fundamental la creación de sistemas educativos resilientes que puedan equilibrar las necesidades inmediatas con los objetivos de desarrollo a largo plazo. La resiliencia en la educación es crucial, ya que protege el capital humano, facilitando la continuidad del aprendizaje incluso en tiempos de crisis.
Algunas de las principales estrategias para fortalecer la resiliencia en el sector educativo incluyen el diseño y construcción de escuelas con criterios de sostenibilidad y adaptación a los eventos climáticos. Por ejemplo, en países como Guatemala y Perú, se han implementado proyectos que incorporan paneles solares, medidas de ahorro de agua y energía, y sistemas de recolección de aguas pluviales. Estas infraestructuras no solo mejoran la eficiencia energética, sino que también actúan como refugios comunitarios durante desastres naturales.
Además, se promueve el uso de tecnología para asegurar la continuidad de la educación mediante modelos de enseñanza a distancia durante crisis climáticas. La disponibilidad de dispositivos tecnológicos, internet, y plataformas educativas en línea es fundamental para minimizar las interrupciones en el proceso de enseñanza-aprendizaje.
La resiliencia educativa también incluye preparar a los estudiantes para responder a los desafíos climáticos. La educación puede mejorar su capacidad de adaptación y empoderamiento frente a estos eventos, dotándolos de habilidades para responder más eficazmente a desastres y reduciendo su vulnerabilidad. Además, es importante garantizar el bienestar emocional y mental de los estudiantes, ya que el cambio climático puede tener efectos significativos en su salud psicológica, incluyendo el aumento de la ansiedad climática.
Aparte del cambio climático, la resiliencia educativa también se ha visto afectada por otras crisis como la pandemia de COVID-19. El cierre de escuelas y la interrupción del aprendizaje han generado impactos emocionales, cognitivos y conductuales en estudiantes de todas las edades. En algunos países, la salud mental ha sido priorizada en las respuestas a la pandemia, mientras que en otros ha recibido poca atención. Este contexto también ha revelado la fragilidad de los sistemas de aprendizaje locales, tanto formales como no formales, afectando el acceso a la educación, especialmente en comunidades con limitaciones tecnológicas y de conectividad.
El prolongado cierre de instituciones educativas ha generado expectativas de una pérdida significativa de aprendizaje, lo que pone en riesgo décadas de progreso educativo. La transformación hacia sistemas educativos resilientes es clave para enfrentar futuras crisis, como el cambio climático y otras emergencias globales. En este sentido, la educación, tanto formal como no formal, debe ocupar un papel central para mitigar las adversidades, proteger a las poblaciones vulnerables y fortalecer la resiliencia de las personas, comunidades e instituciones.

## Ciudadanía verde
La ciudadanía verde es un enfoque que busca empoderar a los individuos, especialmente a niños y jóvenes, para que adquieran los conocimientos, valores y habilidades necesarias para actuar a favor del medioambiente. Este enfoque permite a los estudiantes convertirse en agentes de cambio ante los desafíos globales del cambio climático y la pérdida de biodiversidad.
La educación tiene un rol central en tres áreas clave para avanzar hacia una economía descarbonizada y resiliente al cambio climático. En primer lugar, debe proporcionar a los estudiantes el conocimiento científico necesario para comprender la crisis climática y la biodiversidad. En segundo lugar, las escuelas deben garantizar la continuidad del aprendizaje incluso durante eventos climáticos extremos. Finalmente, las instituciones educativas deben adoptar prácticas sostenibles en su infraestructura para reducir las emisiones de gases de efecto invernadero (GEI).
El desarrollo de una ciudadanía verde implica el fortalecimiento de tres dimensiones fundamentales en los estudiantes:
1. Conocimiento: Los jóvenes deben recibir formación basada en evidencias científicas sobre temas clave como la biodiversidad, el cambio climático y sus impactos. Este conocimiento es esencial para que puedan tomar decisiones fundamentadas y evaluar las diferentes opciones de mitigación y adaptación ante el cambio climático.
2. Valores: Es crucial que los estudiantes desarrollen un sentido de responsabilidad hacia el medioambiente. La educación debe fomentar valores como el respeto por la naturaleza, la solidaridad y el sentido de justicia, permitiendo que los jóvenes comprendan cómo sus acciones locales pueden tener un impacto global.
3. Capacidad de acción: Los estudiantes deben adquirir habilidades transversales como la resolución de problemas, el pensamiento crítico, la colaboración y el liderazgo. Estas competencias les permitirán no solo enfrentar los retos climáticos actuales, sino también participar activamente en la búsqueda de soluciones sostenibles, tanto a nivel individual como colectivo.

La ciudadanía verde también está vinculada al desarrollo de habilidades técnicas que preparan a los jóvenes para los trabajos verdes. La transición hacia una economía sostenible requiere que los sistemas educativos, en particular los de educación técnica y superior, se coordinen con las estrategias nacionales de descarbonización para garantizar que los estudiantes estén preparados para aprovechar las oportunidades laborales emergentes.

## El valor agregado de la educación en la agenda climática
La educación puede desempeñar un papel crucial en la agenda de descarbonización y resiliencia climática de los países. Según el BID, la educación tiene tres roles principales:
- Desarrollar ciudadanía verde y habilidades para trabajos verdes: Promover el desarrollo de una ciudadanía comprometida con el medioambiente desde la edad escolar y fomentar las habilidades necesarias para empleos en la economía verde.
- Fortalecer la resiliencia de los sistemas educativos: Preparar a los sistemas educativos para enfrentar y adaptarse a los impactos del cambio climático, garantizando la continuidad del servicio educativo en situaciones de emergencia.
- Implementar prácticas de sostenibilidad climática en la infraestructura escolar: Incorporar prácticas sostenibles en la construcción y operación de la infraestructura educativa para reducir las emisiones de GEI y contribuir a la descarbonización.
- Oportunidad transversal: 
  - Inclusión de la educación en estrategias climáticas: Integrar la educación de manera más efectiva en las estrategias nacionales e internacionales para la acción climática.